# Rhacophorus helenae
Rhacophorus helenae is een kikker uit de familie schuimnestboomkikkers (Rhacophoridae). Rhacophorus helenae is voor het eerst wetenschappelijk beschreven door de Australische onderzoekster Jodi Rowley. Zij heeft de soort vernoemd naar haar moeder Helen.

## Uiterlijke kenmerken
De kikker bereikt een lichaamslengte van ongeveer 7 tot 8,5 centimeter bij mannetjes en ongeveer 9 cm bij vrouwtjes. De rug en de kop van de kikker zijn blauw tot groen van kleur. Aan de flanken zijn lichtere stipjes aanwezig. De buikzijde is veel lichter tot wit van kleur. De ogen hebben een gele iris en een horizontale pupil. De poten zijn voorzien van vliezen tussen de tenen. Deze dienen bij de meeste kikkers om beter te kunnen zwemmen, ze worden wel zwemvliezen genoemd. Bij de soorten uit het geslacht Rhacophorus, die ook wel 'vliegende kikkers' worden genoemd, dienen ze om het pootoppervlak te vergroten na een sprong. Hierdoor kan de kikker stukjes zweven om zich van boom naar boom te verplaatsen. De zwemvliezen van Rhacophorus helenae hebben blauwe vlekken.

## Verspreiding en habitat
Rhacophorus helenae is endemisch in het zuiden van Vietnam. Het is een boombewoner die veel klimt. De habitat bestaat uit laaggelegen bossen. De kikker wordt beschouwd als sterk bedreigd als gevolg van menselijke activiteiten.